# Meedensdorf

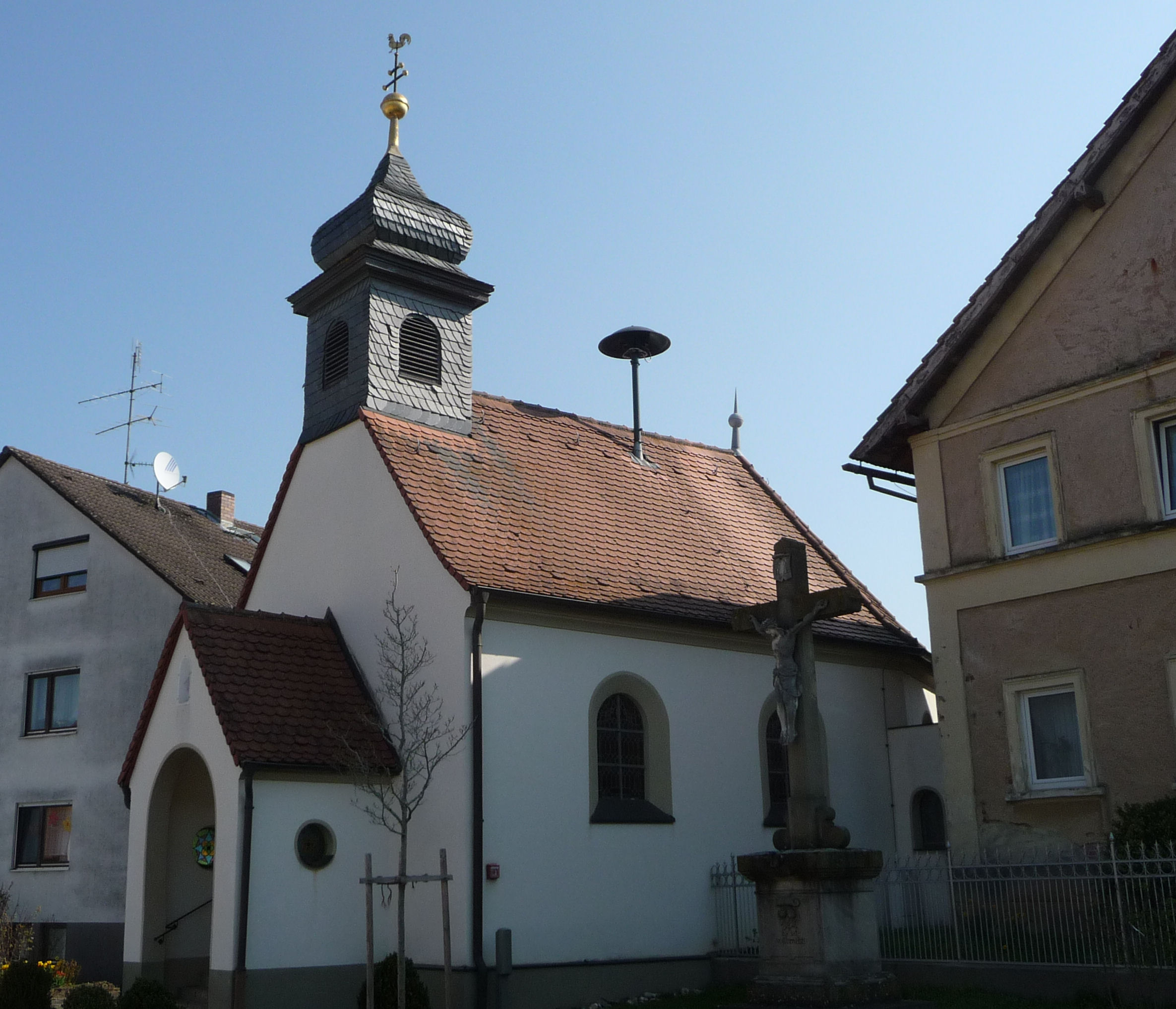
Kapelle „Schmerzhafte Muttergottes“

Meedensdorf ist ein Gemeindeteil der Gemeinde Memmelsdorf im oberfränkischen Landkreis Bamberg in Bayern.

## Geografie
Nachbarorte des Dorfes sind Pödeldorf, Schammelsdorf (Gemeinde Litzendorf), Schmerldorf (Gemeinde Memmelsdorf) und Memmelsdorf.

## Geschichte
Der Ort wurde 1109 zum ersten Mal genannt. Früher nannte man ihn auch „Medemsdorf“ oder „Medimistorf“.
Das Dorf bestand überwiegend aus Domdechant Lehen, weniger aus St. Jakob Lehen. Anfang des 16. Jahrhunderts gab es 18 „Herdstätten“ (wie früher gezählt wurde), die dem Domdechant unterstanden. Dies änderte sich mit der Säkularisation Anfang des 18. Jahrhunderts. Nach der Säkularisation in Bayern gab es 20 Häuser in Meedensdorf. Zwei fielen der Gemeinde Memmelsdorf zu, die anderen wurden dem königlichen Rentamt Bamberg 1 lehenbar.
Im Zuge der Gebietsreform in Bayern wurde Meedensdorf am 1. Januar 1972 in die Gemeinde Memmelsdorf eingegliedert.

## Einrichtungen
- Freiwillige Feuerwehr
- Katholische Kapelle Schmerzhafte Muttergottes
- Obst- und Gartenbauverein
- Vereinsraum